# Vela (sport)
La vela è uno sport nautico, che consiste nella pratica sportiva della navigazione a vela, detta anche semplicemente velismo, benché la propulsione a vela accomuni molti sport anche molto differenti fra loro (quali ad es.: il volo a vela, l'aquilonismo, lo snowkiting, etc.).
Lo sport della vela si distingue dagli altri sport velici perché richiede l'uso di imbarcazioni (che possono essere di dimensioni estremamente ridotte, come nel caso delle tavole a vela, o estremamente grandi, come nel caso delle competizioni fra maxi yacht o multiscafi). Tali imbarcazioni devono ricevere la loro propulsione esclusivamente da una o più vele, e devono essere manovrate manualmente da equipaggi composti da una o più persone.

## Storia
La navigazione a vela risale agli albori della civiltà umana, e già lo storico greco Pausania narra di una competizione velica, contornata da musica e gare di nuoto, organizzata nel II secolo a.C. in onore di Dioniso "Melanaigidos", presso il Tempio di Afrodite ad Ermioni.
La storia della moderna vela sportiva affonda le sue radici nella lotta contro la pirateria marina. Nel corso del XVII secolo le rotte delle Indie Orientali, dell'Africa e delle Americhe erano infestate di pirati. Fra le principali prede delle scorrerie piratesche erano i navigli olandesi, che spostavano merci di valore fra i Paesi Bassi e le proprie colonie.
Per rispondere a tali minacce gli olandesi svilupparono dei velieri veloci ed agili chiamati jachtschip (dall'olandese "jacht", che significa cercare, cacciare, perseguire) i quali avevano il compito di inseguire e catturare i vascelli pirata. Risultando estremamente divertenti da condurre, queste agili imbarcazioni furono largamente usate anche a fini sportivi.
Solo a metà del XVII secolo, il re Carlo II d'Inghilterra, nel corso del suo esilio nei Paesi Bassi, scoprì gli jachtschip e, quando fu restaurato al trono, ne portò con sé un esemplare in Inghilterra, favorendo così la diffusione dello sport della vela in tutto l'Impero britannico.
Carlo II (detto "the Merrie Monarch") era così appassionato di vela che contribuì a disegnare il suo yacht personale, lo "Jamie", di 25 tonnellate di stazza, che venne completato nel 1662 a Lambeth. Lo stesso anno, il re condusse personalmente alla vittoria lo Jamie contro uno jacht olandese di proprietà del Duca di York, in un percorso che andava da Greenwich a Gravesend e ritorno. Si trattava della prima regata fra yacht condotti da timonieri non professionisti.
Nel frattempo la parola di origine olandese "jacht" veniva anglicizzata nel termine "yacht" oggi largamente diffuso per indicare le imbarcazioni a vela.

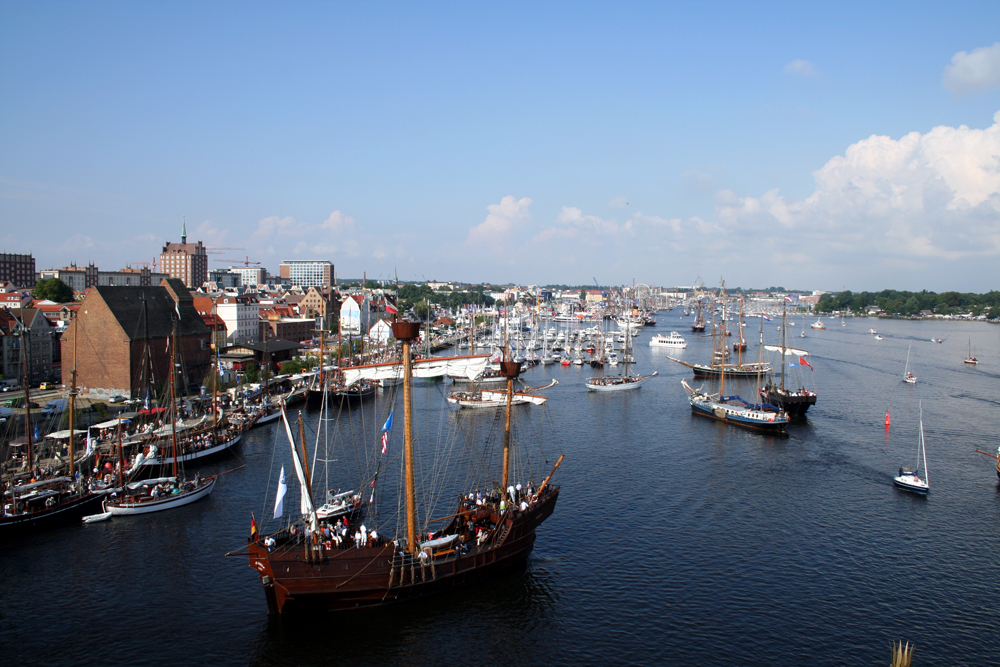
Hanse Sail, Rostock

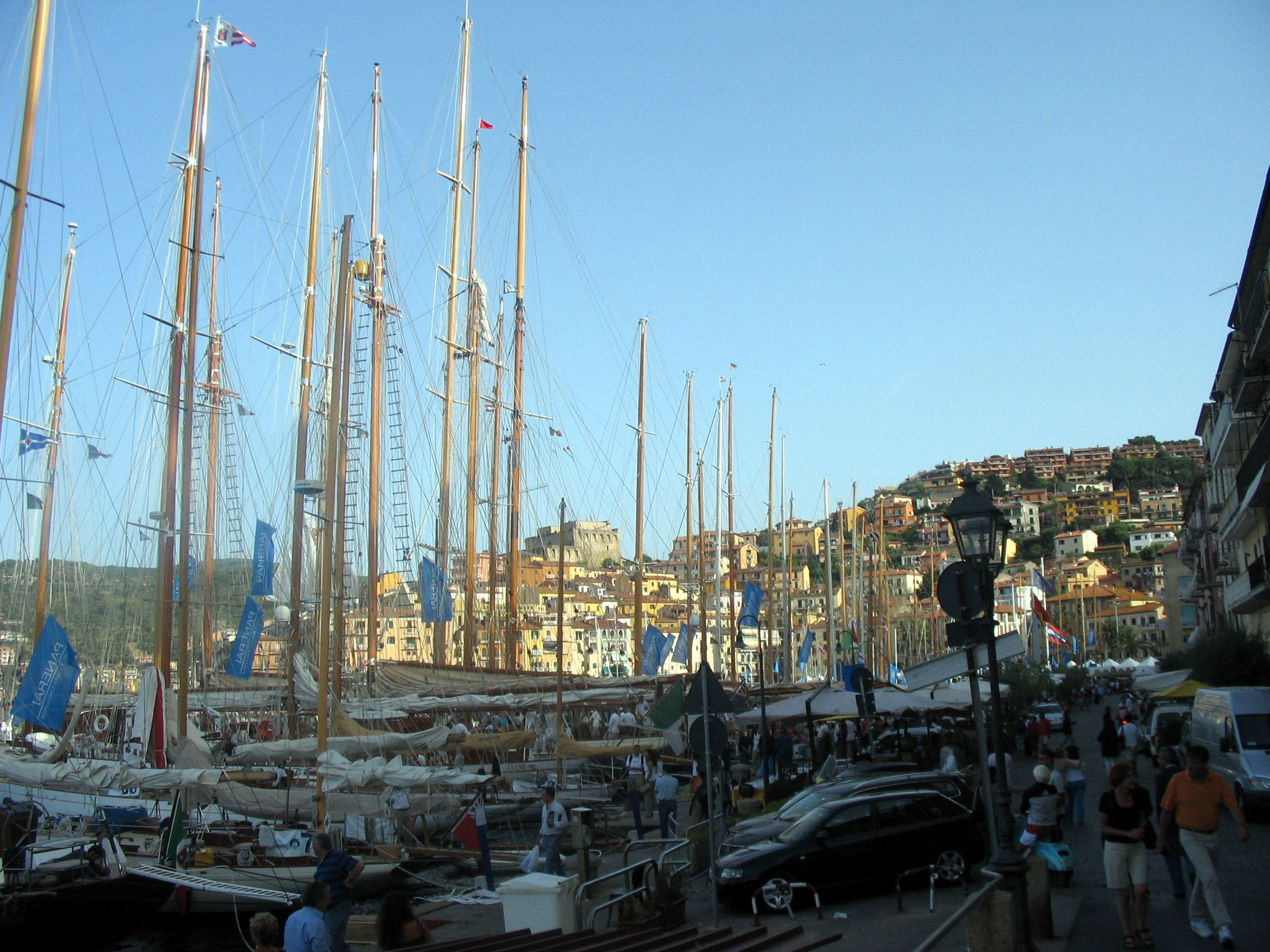
Argentario Sailing Week Porto Santo Stefano

Fra le attività più importanti degli yacht club del primo settecento erano le parate, che si proponevano di imitare quelle delle imbarcazioni a remi sul Tamigi e sul Canal Grande. Ogni domenica la Nevskij Flot percorreva un tratto della Neva per 2-4 ore. 
Il primo club velico, il Water Club of the Cork Harbour, fu fondato all'insegna dell'esclusività, in Irlanda, nel 1720. Almeno inizialmente tuttavia i suoi membri non si dedicavano ad attività competitive, ma effettuavano manovre navali obbedendo agli ordini di un ammiraglio, trasmesse con le segnalazioni di uno sbandieratore, come una flotta militare. Il Water Club of the Harbour of Cork una volta all'anno usciva in parata dal porto: gli spettatori paragonavano lo spettacolo a quello dello Sposalizio del mare.
Nel 1812 fu fondato il Royal Yacht Squadron, che contava circa cinquanta imbarcazioni di stanza a Cowes. I suoi soci adoravano eseguire le manovre in formazione, cui partecipavano anche i panfili reali. Nel 1826 il Royal Yacht Squadron indisse la Settimana di Cowes, raduno nautico articolato su più regate, che costituiva un importante appuntamento della "stagione mondana" e cui partecipavano i sovrani inglesi e stranieri.
La prima competizione velica di flotta dell'era moderna fu la Cumberland Regatta, inaugurata nel 1715, che si tiene ancora oggi. La prima competizione internazionale fu, nel 1851, la famosa Coppa delle Cento Ghinee, più nota come Coppa America.
Gli yacht del tempo erano costruiti con materiali pesanti, come i cutter oceanici, con prua di legnami massicci e poppe leggere. Si scoprì presto, tuttavia, che le chiglie e le strutture portanti erano inutilmente resistenti, e si cominciò a costruire imbarcazioni da regata molto più leggere. Inoltre si capì che l'armo a cutter ad albero singolo (in Italia noto come armo Marconi) era più flessibile e adatto alle varie condizioni meteorologiche rispetto agli armi dei brigantini e degli schooner dell'epoca. Infine, poiché non era ancora stato introdotto il concetto del compenso, o handicap, e le imbarcazioni competevano in tempo reale, si tendeva a costruire yacht di generose dimensioni, per renderli più veloci.
Fino al 1870, le competizioni veliche furono organizzate seguendo regole stabilite liberamente da ciascuno yacht club, ed ogni club era libero di modificare, interpretare e applicare le regole a piacimento, ingenerando spesso confusione, incomprensioni e frustrazioni nei concorrenti. Nel giugno 1868 il Royal Victoria Yacht Club convocò il primo Congresso velistico, o Yachting Congress, che vide la partecipazione di 23 rappresentanti di 14 club. Il Congresso si proponeva di sviluppare un nucleo condiviso di regole comuni, che venne effettivamente proposto l'anno seguente. Tuttavia, a causa delle aspre critiche ricevute, tale regolamento non venne mai adottato.
Il decennio 1870-1880 venne in ogni caso considerata come la prima "età felice" per la vela sportiva, sia per il numero di nuove imbarcazioni costruite e la raffinatezza delle soluzioni tecniche adottate, sia per l'incredibile numero di competizioni che si svolsero in quegli anni. Basti pensare che nel solo 1876 si svolsero 400 competizioni (a confronto delle 63 che si erano tenute nel 1856).
Nel 1875 tre clubs (il Royal Thames Yacht Club, il Royal Yacht Squadron, ed il New Thames Yacht Club) si associarono per fondare la prima Associazione per le Competizioni Veliche, o Yacht Racing Association (o YRA), che sviluppò regole comuni applicabili alle acque territoriali britanniche.
Nel 1882 si tenne la prima Settimana di Kiel, che rimane la manifestazione velica con più partecipanti.
Si cominciava a delineare in questo periodo, nel mondo della vela, una scissione fra i proprietari di grossi yacht ed il mondo delle piccole imbarcazioni a vela, o "derive". Nonostante che nel 1888 la YRA avesse aperto l'associazione ai proprietari di sailing boats, la Sailing Boat Association e la connessa Boat Racing Association non aderirono alla YRA fino al 1921.
Lo sport velico acquisì nel frattempo status di sport olimpico, venendo introdotto ai Giochi di Parigi del 1900, cui parteciparono concorrenti raggruppati in tre classi veliche.
Tuttavia la confusione fra i diversi sistemi metrici adottati nel Regno Unito, nei paesi europei, ed in Nord America continuava a minare la possibilità di svolgere competizioni fra yacht di differente nazionalità. Per risolvere tale inconveniente venne convocata, nel 1906 a Londra, la Conferenza Internazionale sulla Misurazione delle Imbarcazioni Veliche, o International Conference on Yacht Measurement (vedi anche Il sistema a compensi).
Il risultato più importante della conferenza del 1906 fu di porre le basi per l'istituzione, avvenuta a Parigi nel 1907, della Unione Internazionale per le Competizioni fra Yacht, o International Yacht Racing Union, e l'adozione di un Regolamento Internazionale di Regata basato su quello stabilito dalla Yacht Racing Association. Aderirono inizialmente alla nuova Federazione le associazioni nazionali di: Austria-Ungheria, Danimarca, Finlandia, Francia, Germania, Gran Bretagna, Paesi Bassi e Belgio, Italia, Norvegia, Spagna, Svezia, e Svizzera.
L'International Yacht Racing Union rimase quindi la massima autorità internazionale per l'organizzazione e la regolamentazione di competizioni veliche internazionali fino all'agosto 1996. Ravvisando la necessità di far sì che la vela sportiva non sia percepita come un ricco sport elitario, il nome venne mutato in Federazione Internazionale della Vela, o International Sailing Federation (abbreviata in ISAF).
L'ISAF conta oggi 130 paesi membri, ed è riconosciuta dal Comitato Olimpico Internazionale a rappresentare, a livello olimpico, lo sport della vela.
Nei primi decenni del Novecento ebbero impulso le regate d'altura, fra cui la Bermuda race (1906) e la Fastnet race (1925).
Negli anni Sessanta divennero popolari le regate in solitaria. Le due prime edizioni della Transatlantica in solitario furono vinte da Francis Chichester e da Éric Tabarly. Chichester fu fra i primi velisti a fare la circumnavigazione del mondo in solitaria.

## Le regole fondamentali
Lo sport della vela si svolge soprattutto in regate, competizioni fra barche a vela in cui generalmente vince l'imbarcazione che riesce a percorrere il percorso di regata in minor tempo.
Nelle competizioni veliche è consentito sfruttare soltanto le capacità intrinseche all'imbarcazione e la forza propulsiva del vento per navigare. Questo significa che qualsiasi altro sistema di propulsione è vietato, incluso l'effettuare certi movimenti del corpo che potrebbero aumentare la velocità dell'imbarcazione.
La procedura di partenza prevede un conto alla rovescia preceduto da alcuni segnali sonori (sirene o corni da nebbia) e visivi (bandiere o segnali luminosi nel caso di notturne) che indicano ai concorrenti (regatanti) quanto tempo manca alla partenza. I concorrenti dovranno quindi tagliare la linea di partenza predisposta dagli organizzatori dopo il via. Se un concorrente taglia la linea prima del via dovrà effettuare una nuova partenza ritornando nella zona che precede la linea, passando esternamente alle boe, pena la sua squalifica. Può talvolta capitare che, qualora molti concorrenti partano in anticipo e i giudici non siano in grado di identificarli tutti, si ripeta l'intera procedura di partenza.
Durante la regata, le regole stabiliscono dettagliatamente chi ha il diritto di rotta sugli altri e come i concorrenti devono rispondere a chi ha la precedenza. Al termine della regata, chi ritiene di essere stato penalizzato da un altro concorrente che ha violato delle regole, presenta un ricorso al giudice di regata che, sentite tutte le parti interessate e ricevute un certo numero di segnalazioni, può decidere di squalificare o penalizzare chi ha violato le regole.
È impossibile ricondurre l'enorme varietà di competizioni veliche che si tengono nelle acque di tutto il mondo a categorie prefissate. Tuttavia, volendo generalizzare, si possono distinguere due grandi tipologie di regate: le regate costiere e le regate d'altura.

### Regate costiere
Rientrano nella categoria delle "regate costiere" tutte le regate, generalmente della durata di poche ore, che si svolgono lungo percorsi disposti nel "campo di regata" dal Comitato di Regata facendo uso di boe di segnalazione che le imbarcazioni concorrenti devono aggirare per completare il percorso. A dispetto del nome, le "regate costiere" si possono svolgere sia in mare che nei laghi o in ampi corsi d'acqua dolce.
I percorsi, stabiliti dal Regolamento di Regata, vengono di volta in volta orientati dal Comitato di Regata in modo tale che almeno uno dei lati si svolga controvento, al fine di esaltare le capacità velistiche dei concorrenti. Nel caso in cui la direzione del vento cambi durante la competizione, il Comitato di Regata può decidere che il cambiamento era prevedibile, e che abbia favorito i concorrenti che hanno saputo prevederlo adottando una tattica di regata conseguente. In tal caso può decidere di lasciare le boe e il percorso così come sono, oppure di riorientare il campo segnalando ai partecipanti il cambiamento. Questa seconda opzione è quella in genere più adottata. Viceversa Comitato di Regata può stabilire che il cambiamento era imprevedibile e, in quanto tale, ha favorito in maniera assolutamente fortuita una parte dei concorrenti; in tal caso il Comitato di Regata può decidere di convalidare la prova assegnando l'ordine di arrivo all'ultima boa considerata regolare (in genere quando sono stati completati almeno 3 lati del percorso previsto), oppure può decidere di annullare del tutto la prova.
Uno dei percorsi più diffusi è il quadrilatero olimpico, così chiamato perché tipico delle competizioni veliche organizzate durante i giochi olimpici. Il triangolo olimpico è caratterizzato da un primo tratto (detto lato) di bolina (andatura quasi controvento), due successivi tratti al lasco (con vento quasi di poppa) sugli altri due lati del triangolo, quindi un nuovo tratto di bolina seguito da un tratto in poppa piena, e finalmente di nuovo controvento.
I percorsi delle "regate costiere" vengono spesso descritti alfanumericamente, adottando un sistema convenzionale abbastanza diffuso che assegna alla boa di partenza la lettera P, a quella di arrivo la lettera A, alla prima boa (tipicamente la boa di bolina) il numero uno e alle altre boe del percorso i numeri a seguire. Secondo tale convenzione il triangolo olimpico viene definito nel modo seguente: P-1-2-3-1-3-4-A -- in tutto, sei lati.
Nel corso degli anni sono stati sviluppati percorsi di vario genere, rispondenti a varie necessità o caratteristiche delle barche a vela coinvolte nelle diverse competizioni. Si va così da percorsi molto semplici, come quello detto "a bastone" che si svolge lungo due sole boe con un lato di bolina e uno di poppa, a percorsi molto complessi, come quello che venne adottato nella edizione della Coppa America del 1992 in cui le imbarcazioni seguivano un mix tra un percorso a S ed un bastone con arrivo in poppa.

### Match race
Una sottocategoria è rappresentata dai Match Race. In tali regate solo due sfidanti si confrontano in una competizione che assume tutti i toni e le caratteristiche di un vero e proprio duello.
Parlare di "sottocategoria" per una tipologia di regata che identifica la più antica competizione velica internazionale, la Coppa America, può sembrare paradossale. Tuttavia va sottolineato che il Match Race moderno condivide solo alcune delle caratteristiche della Coppa America, ma è anche contraddistinto da notevoli differenze.
La principale deriva senz'altro dal fatto che il Match Race prevede l'uso di due imbarcazioni assolutamente identiche (definite dal concetto di One Design) che oltretutto vengono scambiate dai concorrenti fra una prova e l'altra della competizione (che solitamente si svolge su un arco di diverse prove, dette "Round robin").
Tali imbarcazioni sono messe a disposizione dal Comitato Organizzatore e lasciate provare ai concorrenti per un periodo prestabilito ed uguale per tutti i concorrenti.
La partecipazione ai Match Race avviene in genere su invito, sulla base delle Ranking List redatte dalla FIV o dall'ISAF in base ai risultati delle competizioni precedenti, moltiplicati per indici di difficoltà definiti sulla base dell'importanza della competizione e del livello degli altri concorrenti.

#### Regata a Squadre
Una simile struttura di regata a quella dei Match Race è quella delle regate a squadre. In questo formato si hanno varie squadre, solitamente formate da 3 barche ciascuna, che si sfidano una contro l'altra in un "Round Robin", cioè che ogni squadra sfida ogni altra squadra nella sua flotta o batteria. Dopo uno o due giorni di regate viene formata una classifica generale in base a quante regate ogni squadra ha vinto e vengono riformate le flotte, di solito 3, la gold league, la silver league e la bronze league.
Le regate vengono svolte su un campo di regata a forma di S orizzontale lasciando la prima boa a dritta: bolina, traverso, poppa, traverso, bolina. Diversamente dalle regate di flotta nelle regate a squadre le boe si lasciano a dritta. Il campo di regata è solitamente molto corto e ogni regata dure all'incirca 8-12 minuti alla fine della quale si ritorna in partenza per una nuova regata. Il segnale preparatorio in partenza viene dato tre minuti prima della partenza diversamente dai 5 delle regate di flotta e ciò permette di avere una partenza ogni 3 minuti. La struttura di queste regate favorisce il lavoro di squadra e lascia spesso molti regatanti di flotta confusi dalle strategie utilizzate.
Questo tipo di regate è molto popolare nei paesi anglosassoni ed è la tipologia preferita di competizione tra club nautici universitari perché permette varie squadre di 6 atleti di partecipare insieme ad un evento. Spesso le università più prestigiose portano più di una squadra a questi eventi. Come per il Match Race, la partecipazione agli eventi più importanti avviene solo su invito.

### Regate d'altura
Nella categoria delle "regate d'altura" rientrano tutte quelle regate il cui percorso viene solitamente definito facendo uso delle caratteristiche orogenetiche del Campo di regata. In questo caso il campo di regata può essere vastissimo fino a comprendere, come nel caso delle circumnavigazioni terrestri, l'intero globo terrestre. Per completare il percorso delle regate d'altura è quindi richiesto ai concorrenti di aggirare, in senso orario o antiorario, isole, promontori, scogli, o anche continenti.
Ovviamente tali regate possono avere durate che vanno da alcune ore fino a mesi e, addirittura, anni.
Le "regate d'altura" possono essere di diversa tipologia in base a vari aspetti:
- con scalo o senza scalo - se prevedono delle tappe o se l'intero percorso deve essere completato dai concorrenti senza fare soste per rifornimenti
- solitarie, a coppie o in team - a seconda se prevedono che a bordo dell'imbarcazione ci sia un solo concorrente, o che ci siano due soli concorrenti, o infine se non c'è limitazione al numero dei concorrenti.

### La tecnica
Lo sport della vela è centrato sull'interazione fra due elementi chiave: la tecnica e la tattica.
La tattica consiste nella capacità dei concorrenti di interpretare contemporaneamente le condizioni ambientali (in termini di venti, correnti, condizioni meteorologiche, avversari, etc.), il proprio posizionamento sul campo di regata in relazione agli altri concorrenti, nonché l'applicabilità delle diverse regole alle condizioni specifiche in cui si trovano, e valutare l'interazione reciproca fra tutti questi fattori per decidere il comportamento più opportuno da tenere al fine di ottenere il miglior risultato possibile nella competizione. La vela è uno sport in cui bisogna utilizzare l'intelligenza; è importantissimo percepire ogni cambiamento di vento. Infatti, il vento non è mai statico ma può cambiare direzione anche solo di pochi gradi; questo cambiamento di vento anche se di pochi gradi può determinare molto all'interno della regata.
La tecnica invece si riferisce al mezzo usato per competere, l'imbarcazione, unitamente ai suoi componenti essenziali, scafo (o scafi), albero (o alberi) e vele. Poiché gli aspetti tecnici rivestono un ruolo così essenziale nelle competizioni veliche, in genere si cerca di ridurre la loro influenza al fine di esaltare le doti velistiche dei concorrenti.
I metodi per raggiungere tale obiettivo sono essenzialmente due:
- la definizione di classi veliche
- l'applicazione di compensi (o handicap)

Lo sport della vela può essere praticato già a partire dall'età di 6-7 anni grazie a piccole imbarcazioni chiamate Optimist (Lunghezza f.t. 2,30 m, sup. velica 3,25 m2) progettate apposta per i più piccoli, i quali dopo avere appreso i primi rudimenti della navigazione a vela si possono cimentare in competizioni anche di alto livello, fino al Campionato Mondiale di classe.

### Il sistema a compensi
Già agli albori dello sport della vela ci si rese conto che imbarcazioni dalle caratteristiche strutturali molto diverse (in particolare riguardo alla lunghezza al galleggiamento, al baglio massimo, alla stazza lorda ed alla superficie velica) presentavano rendimenti molto differenti, che rendevano impossibile confrontarle direttamente in una competizione sportiva vera e propria. Mentre, infatti, la velocità massima teorica di altri mezzi di locomozione (si pensi all'automobile o agli aeroplani) non dipende direttamente dalle loro dimensioni, i limiti dell'idrodinamica legano in maniera indissolubile la velocità teorica massima di un'imbarcazione alla sua lunghezza al galleggiamento.
Fin dall'inizio si pensò di ovviare a questa disparità applicando una penalità, o handicap, espressa in un intervallo di tempo commisurato alle caratteristiche strutturali che mostravano di avere una rilevante influenza sulla performance dello yacht. La penalità veniva aggiunta al tempo effettivamente impiegato dall'imbarcazione strutturalmente favorita per effettuare il percorso stabilito, detto tempo reale. La somma dei tempi permetteva di redigere la classifica ed identificare il vincitore della competizione.
Il primo standard di misurazione per il calcolo delle penalità fu la cosiddetta "Stazza del Tamigi" (Thames Measurement Rule), introdotta nel 1854. La "Thames Measurement Rule" commisurava la penalità al tonnellaggio dello yacht calcolato sulla base della formula 
in cui (L) esprime la lunghezza e (B) il baglio massimo. Poiché la lunghezza era calcolata dallo slancio di prua all'attacco timone, risultò presto facile aggirare la formula, spostando in avanti il timone e lasciando inalterata la lunghezza al galleggiamento.
Nel 1879 la Yacht Racing Association stabilì che la lunghezza dovesse essere misurata lungo la linea di galleggiamento dell'imbarcazione, introducendo la lunghezza al galleggiamento (LWL, dall'Inglese Length Water-Line o Load Water-Line). In seguito propose una formula di calcolo completamente diversa, che ebbe l'effetto di frenare lo sviluppo dello sport velico. Tale regola favoriva infatti la costruzione di imbarcazioni estremamente allungate, con un baglio ridottissimo, ed una vasta superficie velica controbilanciata da un'enorme quantità di piombo per appesantire la chiglia.
Fra il 1884 ed il 1886 gli yacht inglesi, costruiti secondo la formula della Yacht Racing Association, vennero ripetutamente sconfitti dai più agili, larghi e leggeri sloop nordamericani. Benché gli Inglesi si difendessero affermando che le loro strette e profonde imbarcazioni avevano maggiori qualità marinare, l'onore della vittoria spettava agli Americani.
Nel 1887 Dixon Kemp propose una nuova formula per il calcolo della penalità, basata sulla misura della LWL e della superficie velica, e che escludeva aggravi derivanti dalla misura del baglio massimo, della profondità, o della lunghezza fuori tutto (Length Over All o LOA). Ne risultò un'evoluzione delle imbarcazioni verso il modello nordamericano.
Al contempo tuttavia gli architetti di yacht sfruttarono la nuova formula fino ai suoi limiti. In particolare, a partire dal 1895, compresero che, a parità di LOA e di superficie velica, era possibile mantenere la stabilità di vascelli leggerissimi, costituiti da niente più che da un guscio attaccato ad una lunga lama in acciaio al cui termine in basso era appeso un considerevole bulbo di piombo. Questi nuovi yacht risultarono essere meravigliose macchine da competizione, estremamente efficienti in difficili condizioni meteorologiche, nonché veloci, potenti e maneggevoli in tutte le situazioni. Ma se erano ottime imbarcazioni da regata, non altrettanto poteva dirsi delle loro qualità come imbarcazioni da diporto o da crociera.
Per ovviare alle tendenze manifestate dai progettisti, la YRA sviluppò, nel 1896, su proposta di R. E. Froude, la prima formula di "compenso lineare". Con questo sistema si passava pertanto dal concetto di "penalità" (o handicap) a quello di "compenso" (o rating). La formula sviluppata da Froude introduceva un sistema di calcolo che valutava la sezione dello scafo dello yacht (o girth skin), e manteneva le penalità relative alla superficie velica. Ne risultava un fattore (chiamato, appunto, "compenso"), diverso per ogni imbarcazione, che andava moltiplicato per il tempo reale ed ottenere il cosiddetto tempo compensato, quello effettivamente usato per stilare la classifica.
La "stazza lineare" non portò tuttavia i risultati sperati. Di fronte alla sua incapacità di guidare la progettazione verso modelli di yacht più accettabili secondo le aspettative dell'epoca, sul finire del secolo venne introdotta la cosiddetta Stazza Universale di Compenso (o Universal rating rule). La stazza universale era espressa in piedi, e misurava le dimensioni dello yacht relative alle variabili fondamentali confrontandole con le dimensioni di un modello base. Rispetto alle regole adottate precedentemente, la Stazza universale introduceva la misurazione del dislocamento.
Pochi anni dopo l'introduzione della Stazza Universale si tenne, nel 1906 a Londra il Congresso Internazionale per la Misurazione delle Imbarcazioni a Vela, nel corso del quale venne approvata la prima Stazza Internazionale, che teneva in considerazione la sezione dello scafo (o girth), il bordo libero, la superficie velica e la Lunghezza al galleggiamento|. Sulla base della Stazza internazionale si svilupparono le classi metriche a stazza internazionale (S.I.), in particolare i 6, 8, 10, 12 e 23(J) metri S.I.
Negli anni seguenti le due Stazze, l'Universale e l'Internazionale, convissero generando confusione ed incoerenza soprattutto a scapito dei progettisti. Le disomogenee tecniche di misurazione adottate condussero alla disomogenea e, in pratica inefficace, applicazione delle regole di stazza. La situazione era aggravata dal fatto che la regola internazionale non teneva conto del dislocamento, come faceva invece la Stazza universale.
Nel frattempo, nel 1928 negli USA venne sviluppata la Stazza delle Bermude (o Bermuda Rule), che aveva l'esplicito obiettivo di sfavorire, eliminandoli, i progetti che presentavano uno scarso livello di sicurezza. Periodicamente l'associazione velica americana (Cruising Club of America) apportava aggiustamenti ai parametri stabiliti per il baglio, il dislocamento, la superficie velica, ecc. al fine di favorire lo sviluppo di imbarcazioni ad impiego misto per regata e crociera.
Nel novembre del 1969 venne istituito l'Offshore Rating Council (ORC) che introdusse la Stazza Internazionale d'Altura, più nota come I.O.R. (International Offshore Rule), con l'intento esplicito di promuovere la competizione di yacht di vari disegni, tipi e costruzione sulla base di un equo e giusto spirito sportivo.
A partire dalla metà degli anni 1970, si svilupparono rapidamente dei software computerizzati per la predizione della velocità (o VPP, velocity performance prediction system) basandosi sull'uso di formule matematiche le cui variabili fossero, fra l'altro, le dimensioni base degli yacht.
La progettazione computerizzata, permise ai progettisti di sfruttare le specifiche della formula di stazza sviluppando imbarcazioni non proprio ortodosse. Si tendeva sempre più ad accettare lo sviluppo di imbarcazioni orientate alla competizione, accettando i rischi connessi. Ne soffrì però la sicurezza delle stesse competizioni, come divenne drammaticamente evidente durante la regata Fastnet race del 1979, quando delle 316 imbarcazioni partenti, solo 128 yacht arrivarono all'arrivo, 165 si ritirarono, 23 furono abbandonate (4 affondarono), 136 regatanti furono recuperati e 15 perirono. Gran parte delle imbarcazioni danneggiate erano comunque iscritte alla sola Fastnet race (Regata Open) e non all'Admiral Cup (Circuito di regate con squadre selezionate su base nazionale) di quell'anno 1979, sicché in aggiunta al fattore sicurezza intrinseca del mezzo cominciò a valutarsi anche il livello di dotazioni di sicurezza e di preparazione tecnica degli equipaggi.
Allo IOR si aggiunse a partire dall'Inghilterra e dalla Francia lo standard CHS (o Channel Handicap System) che, espandendosi soprattutto a partire dal 1984, anno della sua introduzione, fu accettato come sistema di compenso riconosciuto dal sistema sportivo, affiancando quello ufficiale internazionale IOR-IMS. Una delle caratteristiche dello standard "CHS" è costituita anche dalla totale segretezza della formula matematica usata per calcolare i compensi delle diverse imbarcazioni. Tale accorgimento, finalizzato ad impedire che i progettisti sfruttino eventuali punti deboli della formula per sviluppare imbarcazioni, tuttavia limita ogni possibilità di controllo delle formule matematiche utilizzate da parte delle autorità sportive internazionali e nazionali e deprime lo sviluppo delle ottimizzazioni delle imbarcazioni da parte degli armatori e dei team.
Lo standard IMS, che domina invece oltre un quindicennio (1990-2007), è un prodotto dello sviluppo sempre più importante dei software predittivi nati con il VPP, e tiene in considerazione, fra molti altri fattori, la stabilità (tendenza al raddrizzamento, o momento trasversale), l'attrito, il momento longitudinale (o tendenza al beccheggio), il piano velico, la resistenza aerodinamica dell'albero, i materiali di costruzione, il baglio massimo, la profondità, il peso dell'equipaggio, le differenze di prestazioni dell'imbarcazione al variare dell'intensità del vento ecc. Questo standard a partire 2008 viene rinnovato e rinominato ORC-International. Lo standard "ORC-International" dell'ORC (Organo tecnico dell'ISAF per le classi a rating) è lo standard internazionale ufficiale per le competizioni a rating.
Oltre all'ORC International, nelle forme standard e semplificato (Orc-Club basato su una autocertificazione di misure da parte del proprietario-armatore) sono attualmente utilizzati nel mondo tutta una serie di standard diversi, seppur non utilizzabili per l'assegnazione di titoli mondiali dell'ISAF (International Sailing Federation). 
Fra gli altri:
- IRC - è l'evoluzione del CHS. Si tratta di uno standard basato nella sua versione semplificata sulla misurazione autonoma dello yacht -come per l'ORC Club- (che elimina le spese dovute all'intervento di uno stazzatore ufficiale). Anche in questo caso, come nell'antico CHS, la formula matematica detenuta dagli uffici inglesi e francesi è segreta.
- IRM - standard a misurazione completa (è richiesto uno stazzatore ufficiale). La formula matematica è divulgata, permettendo ai progettisti di sviluppare imbarcazioni specificamente dedicate a questo standard.
- SBR (o Sportsboat Rule) - standard simile all'IRC, specificamente dedicato ad imbarcazioni leggere dotate di un'ampia superficie velica.
- NSR (o Nautors' Swan Rule) - anch'esso basato sull'IRC, viene adottato solo nelle regate fra imbarcazioni Swan.

Negli USA è invece piuttosto diffuso il PHRF (o Performance Handicap Racing Fleet) che si pronuncia perf. Il PHRF è in effetti un sistema ad handicap (secondo quanto descritto sopra) in cui ad ogni imbarcazione viene assegnata una penalità (espressa in secondi per miglio nautico) basata sui risultati raggiunti dall'imbarcazione nelle competizioni locali, e che è indipendente dalle specifiche condizioni in cui si svolge la competizione (come nell'Orc- Internaztional). Non si può quindi parlare, in questo caso, di un vero sistema a compensi.
Con riferimento al mezzo di propulsione, alcuni regolamenti di classe, specialmente nel campo delle derive, ammette entro rigidi limiti il ricorso a tecniche alternative alla pura spinta del vento sulle vele e dell'acqua sullo scafo, quali il "pumping" ossia una rapida sequenza di manovre sulle scotte contemporanee allo spostamento dell'equipaggio in modo da ottenere un rollio artificiale ed un conseguente aumento della forza ortogonale al piano velico esercitata dal rollio, utile anche ad ottenere un effetto planante.

## Le competizioni principali
| Nome                               | Tipo       | Prima edizione | Ultima edizione | Frequenza | Luogo                       | Tipo di equipaggio   | Tipo di imbarcazione | Scalo | Assistenza |
| ---------------------------------- | ---------- | -------------- | --------------- | --------- | --------------------------- | -------------------- | -------------------- | ----- | ---------- |
| Admiral's Cup                      |            | 1957           | 2017            | 2 anni    | oceano Atlantico            | equipaggio           | diverse              |       |            |
| America's Cup                      | Match race | 1851           | 2021            | 4 anni    | variabile                   | equipaggio           | diverse              |       |            |
| Barcelona World Race               |            | 2007           | 2014            | 4 anni    | circumnavigazione del globo | 2                    | IMOCA 60             | no    | si         |
| Clipper Round the World Yacht Race |            | 1996           | 2017            | 2 anni    | circumnavigazione del globo | equipaggio           | Clipper              | si    | no         |
| Course Croisière EDHEC             |            | 1969           | 2017            | 1 anno    | variabile                   | equipaggio           | diverse              |       |            |
| Fastnet race                       |            |                |                 |           |                             |                      |                      |       |            |
| Generali Solo                      |            |                |                 |           |                             |                      |                      |       |            |
| Giraglia-Rolex Cup                 | OffShore   | 1953           | 2023            | 1 anno    | St-Tropez - Genova          | Equipaggio           | IRC - ORC            | no    | si         |
| Global Challenge                   |            | 1992           | 2016            | 4 anni    | circumnavigazione del globo | equipaggio           | Challenge            | si    | no         |
| Golden Globe Race                  |            | 1968           | 1968            |           | circumnavigazione del globo | 1                    | diverse              | no    | no         |
| Middle Sea Race                    | Offshore   | 1968           | 2017            | 1 anno    | mediterraneo                | equipaggio / x2 / x1 | diverse              | no    | no         |
| Mini Transat                       |            | 1977           | 2019            | 2 anni    | oceano Atlantico            | 1                    | Mini 650             | 1     | si         |
| Mini-Fastnet                       |            |                |                 |           |                             |                      |                      |       |            |
| Palermo-Montecarlo                 | Offshore   | 2005           | 2017            | 1 anno    | Mediterraneo                | Equipaggio / x2      | diverse              | no    | no         |
| Route du Rhum                      |            | 1978           | 2014            | 4 anni    | oceano Atlantico            | 1                    | diverse              | no    | no         |
| Solitaire du Figaro                |            | 1970           | 2017            | 1 anno    | variabile                   | equipaggio           | Figaro Bénéteau      | si    | si         |
| Sydney-Hobart                      |            |                |                 |           |                             |                      |                      |       |            |
| The Race                           |            | 2000           | 2000            |           | circumnavigazione del globo | equipaggio           | diverse              | no    | no         |
| Transat (inglese) OSTAR            |            | 1960           | 2017            | 4 anni    | oceano Atlantico            | 1                    | diverse              | no    | no         |
| Transat AG2R                       |            | 1992           | 2016            | 2 anni    | oceano Atlantico            | 2                    | Figaro Bénéteau      | no    | no         |
| Transat B to B                     |            |                |                 |           |                             |                      |                      |       |            |
| Transat Bretagne-Martinique        |            |                |                 |           |                             |                      |                      |       |            |
| Transat en double                  |            |                |                 |           |                             |                      |                      |       |            |
| Transat Jacques Vabre              |            | 1993           | 2016            | 2 anni    | oceano Atlantico            | 2                    | diverse              | no    | no         |
| Transat Québec Saint-Malo          |            | 1984           | 2016            | 4 anni    | oceano Atlantico            | equipaggio           | diverse              | no    | no         |
| Transpacific Yacht Race            |            | 1906           | 2017            | 2 anni    | oceano Pacifico             | equipaggio           | diverse              |       |            |
| Trophée Jules Verne                | Velocità   | 1993           | 2015            | variabile | circumnavigazione del globo | equipaggio           | diverse              | no    | no         |
| TwoSTAR                            |            |                |                 |           |                             |                      |                      |       |            |
| Velux 5 Oceans                     |            | 1982           | 2014            | 4 anni    | circumnavigazione del globo | 1                    | diverse              | si    |            |
| Vendée Globe                       |            | 1989           | 2016            | 4 anni    | circumnavigazione del globo | 1                    | IMOCA 60             | no    | no         |
| Volvo Ocean Race                   |            | 1973           | 2017            | 3 anni    | circumnavigazione del globo | equipaggio           | Volvo Ocean          | si    |            |

- In Italia
  - Campionato Italiano Assoluto Vela d'Altura
  - Campionato Italiano Assoluto Vela Minialtura
  - La Barcolana
  - La Centomiglia del Garda
  - La Corsica X Due Corsica X Tutti
  - La 500 per 2
  - La Duecento per 2 e la Duecento per tutti
  - Rimini-Corfù-Rimini
  - La Regata dei Cetacei
  - La Transadriatica
  - La Roma per 2
  - Il Giro d'Italia a Vela
  - Il Trofeo Accademia Navale
  - Il Trofeo Zegna
  - Pasquavela Porto S.Stefano
  - Regata Internazionale "Brindisi - Corfù"
  - L'Adria's Cup
  - Rolex Capri Sailing Week[2]
  - Argentario Sailing Week
  - Mediterranea Cup[3]
  - Meeting Internazionale Riva Del Garda (Optimist)
  - Winter Cup Marsala (Optimist)
  - la Lunga Bolina
  - La Brindisi-Corfù[4]
  - Il Meeting Giovanile di Cervia (Optimist)
  - La Mastela (match race Tridente 16)
  - La 222 minisolo[5]
  - Sardinia race (https://www.sardiniarace.com)